# Vincipatak
Vincipatak románul: Valea Vințului, falu Romániában, Erdélyben, Fehér megyében. Közigazgatásilag Alvinc községhez tartozik.

## Fekvése
Alvinc közelében fekvő település.

## Története
Korábban Alvinc része volt. 1956 körül vált külön 642 lakossal.
1966-ban 608 román lakosa volt. 1977-ben 587 lakosából 585 román, 1 magyar, 1992-ben 546 lakosából 545 román, 1 magyar, a 2002-es népszámláláskor 511 lakosából 486 román, 1 magyar, 24 cigány volt.